# 노스다코타주의 통계 지구

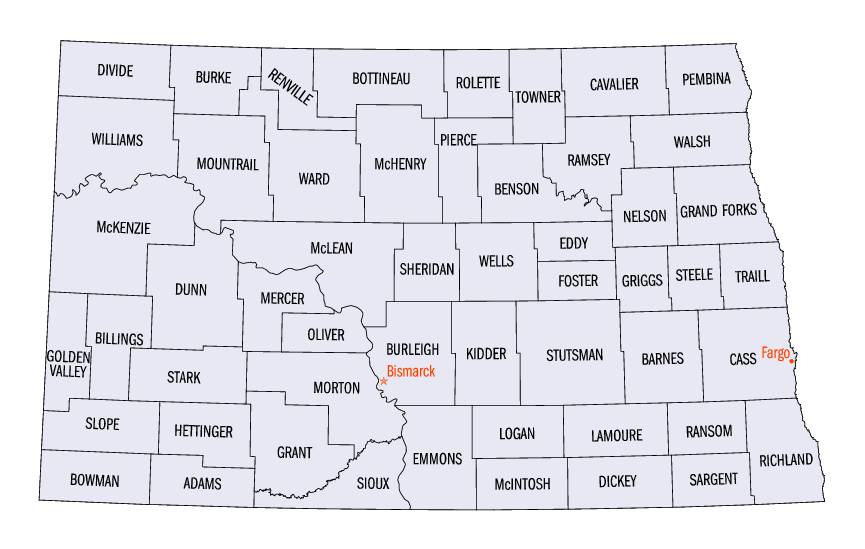
노스다코타 주의 군들

노스다코타의 주기

노스다코타의 통계 지구(North Dakota Statistical Area)는 노스다코타 주에 있는 통계 지구이다.

## 범례
| 범례      | 의미                                       |
| --------- | ------------------------------------------ |
|           | 미네소타에 속하는 지역                     |
|           | 2개의 주 이상에 걸친 지역(노스다코타 해당) |
| 초록 글씨 | 다른 주에 속하는 지역의 인구 수            |
| 파란 글씨 | 노스다코타와 다른 주에 걸친 지역의 인구 수 |

## 배치도
| 복합 통계 지구     | 인구            | 핵심 기반 통계 지구 | 인구            | 군           | 인구    |
| ------------------ | --------------- | ------------------- | --------------- | ------------ | ------- |
| 파고-무어헤드 지구 | 268,529 198,100 | 파고 지구           | 246,145 181,923 | 캐스         | 181,923 |
| 파고-무어헤드 지구 | 268,529 198,100 | 파고 지구           | 246,145 181,923 | 클레이       | 64,222  |
| 파고-무어헤드 지구 | 268,529 198,100 | 와프턴 지구         | 22,384 16,177   | 리칠랜드     | 16,177  |
| 파고-무어헤드 지구 | 268,529 198,100 | 와프턴 지구         | 22,384 16,177   | 윌킨         | 6,207   |
| 없음               | 없음            | 비즈마크 지구       | 128,949         | 버레이       | 95,626  |
| 없음               | 없음            | 비즈마크 지구       | 128,949         | 모턴         | 31,364  |
| 없음               | 없음            | 비즈마크 지구       | 128,949         | 올리버       | 1,959   |
| 없음               | 없음            | 마이넛 지구         | 75,713          | 워드         | 67,641  |
| 없음               | 없음            | 마이넛 지구         | 75,713          | 맥헨리       | 5,745   |
| 없음               | 없음            | 마이넛 지구         | 75,713          | 렌빌         | 2,327   |
| 없음               | 없음            | 그랜드포크스 지구   | 100,815 69,451  | 그랜드포크스 | 69,451  |
| 없음               | 없음            | 그랜드포크스 지구   | 100,815 69,451  | 포크         | 31,364  |
| 없음               | 없음            | 윌리스턴 지구       | 37,589          | 윌리엄스     | 37,589  |
| 없음               | 없음            | 디킨슨 지구         | 32,417          | 스타크       | 31,489  |
| 없음               | 없음            | 디킨슨 지구         | 32,417          | 빌링스       | 928     |
| 없음               | 없음            | 제임스타운 지구     | 20,704          | 스터츠먼     | 20,704  |
| 없음               | 없음            | 없음                | 없음            | 맥켄지       | 15,024  |
| 없음               | 없음            | 없음                | 없음            | 룰렛         | 14,176  |
| 없음               | 없음            | 없음                | 없음            | 램지         | 11,519  |
| 없음               | 없음            | 없음                | 없음            | 월시         | 10,641  |
| 없음               | 없음            | 없음                | 없음            | 마운트레일   | 10,545  |
| 없음               | 없음            | 없음                | 없음            | 반스         | 10,415  |
| 없음               | 없음            | 없음                | 없음            | 매클레인     | 9,450   |
| 없음               | 없음            | 없음                | 없음            | 머서         | 8,187   |
| 없음               | 없음            | 없음                | 없음            | 트레일       | 8,036   |
| 없음               | 없음            | 없음                | 없음            | 벤슨         | 6,832   |
| 없음               | 없음            | 없음                | 없음            | 펨비나       | 6,801   |
| 없음               | 없음            | 없음                | 없음            | 보티노       | 6,282   |
| 없음               | 없음            | 없음                | 없음            | 랜섬         | 5,218   |
| 없음               | 없음            | 없음                | 없음            | 디키         | 4,872   |
| 없음               | 없음            | 없음                | 없음            | 던           | 4,424   |
| 없음               | 없음            | 없음                | 없음            | 수           | 4,230   |
| 없음               | 없음            | 없음                | 없음            | 라무르       | 4,046   |
| 없음               | 없음            | 없음                | 없음            | 피어스       | 3,975   |
| 없음               | 없음            | 없음                | 없음            | 사전트       | 3,898   |
| 없음               | 없음            | 없음                | 없음            | 웰스         | 3,834   |
| 없음               | 없음            | 없음                | 없음            | 캐벌리어     | 3,762   |
| 없음               | 없음            | 없음                | 없음            | 에몬스       | 3,241   |
| 없음               | 없음            | 없음                | 없음            | 포스터       | 3,210   |
| 없음               | 없음            | 없음                | 없음            | 보먼         | 3,024   |
| 없음               | 없음            | 없음                | 없음            | 넬슨         | 2,879   |
| 없음               | 없음            | 없음                | 없음            | 헤팅어       | 2,499   |
| 없음               | 없음            | 없음                | 없음            | 매킨토시     | 2,497   |
| 없음               | 없음            | 없음                | 없음            | 키더         | 2,480   |
| 없음               | 없음            | 없음                | 없음            | 에디         | 2,287   |
| 없음               | 없음            | 없음                | 없음            | 그랜트       | 2,274   |
| 없음               | 없음            | 없음                | 없음            | 디바이드     | 2,264   |
| 없음               | 없음            | 없음                | 없음            | 그리그스     | 2,231   |
| 없음               | 없음            | 없음                | 없음            | 애덤스       | 2,216   |
| 없음               | 없음            | 없음                | 없음            | 타우너       | 2,189   |
| 없음               | 없음            | 없음                | 없음            | 버크         | 2,115   |
| 없음               | 없음            | 없음                | 없음            | 스틸         | 1,890   |
| 없음               | 없음            | 없음                | 없음            | 로건         | 1,850   |
| 없음               | 없음            | 없음                | 없음            | 골든밸리     | 1,761   |
| 없음               | 없음            | 없음                | 없음            | 셰리든       | 1,315   |
| 없음               | 없음            | 없음                | 없음            | 슬로프       | 750     |
| 노스다코타         | 노스다코타      | 노스다코타          | 노스다코타      | 노스다코타   | 762,062 |

## 참고
- 인구 수는 2019년 기준이며 단위는 '명'이다.
- 버레이군은 노스다코타주 행정 기관들이 있는 비즈마크가 있기 때문에 굵은 글씨로 표기했다.

## 같이 보기
- 대도시 통계 지구